# Arte de resistencia

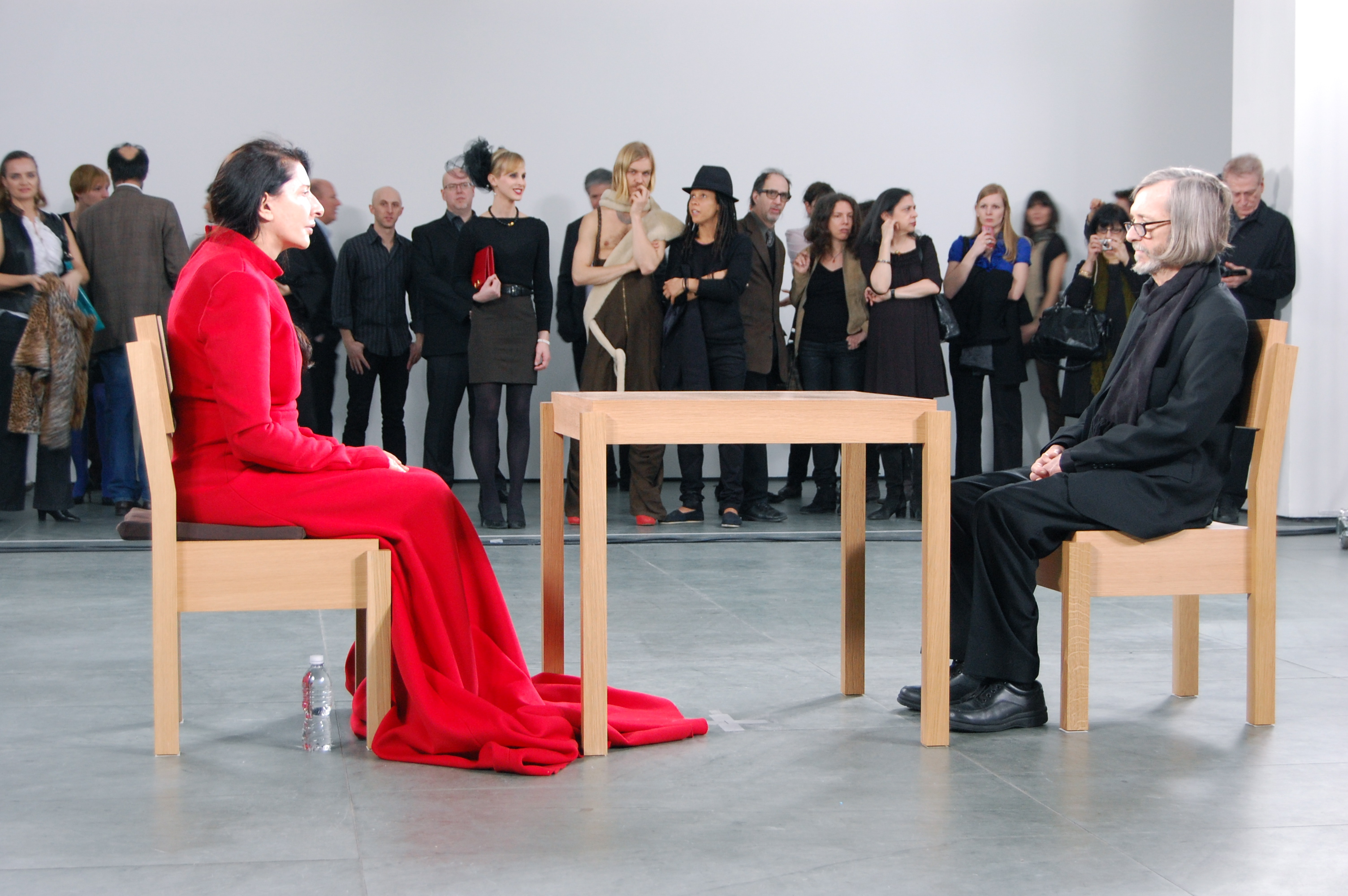
Marina Abramović en El Artista es Presente, 2010, Museo de Arte Moderno, Nueva York. Abramović sentó a los visitantes al museo enfrente de Ella, durante ocho horas al día, sin establecer diálogo, por un total de 750 horas.

El arte de resistencia o performance duracional es parte de arte de performance que implica la utilización del tiempo y de alguna forma el trance, el dolor, la soledad, la privación de libertad, el aislamiento o el agotamiento. Obras fundamentadas en el largo paso del tiempo, también conocidas como performances de larga duración.
Uno de los artistas precursores es Chris Burden en California desde los años 1970. En una de sus obras más conocidas Cinco Días en una Taquilla (1971) permanecía encerrado durante cinco días en un taquilla escolar, en Disparo (1971) fue disparado con un arma de fuego, y habitó durante veintidós días en una cama dentro de una galería de arte en Pieza de Cama (1972).
Otros ejemplo de artista de resistencia es Tehching Hsieh. Durante una performance de un año de duración de 1980 a 1981 (La Pieza de Reloj del Tiempo), paralizaba un reloj cada hora durante doce meses consecutivos y en Performance de un año de duración 1983–1984 repetía acciones breves de forma consecutiva durante todo el año.
En La Casa con la Vista al Océano (2003), Marina Abramović vivió silenciosamente durante doce días en una casa, abriendo en determinados momentos el espacio a los visitantes. Abramović además crea a lo largo de su carrera otras obras de resistencia, como la performance The Artist is Present en el MoMA en la inauguración de su muestra retrospectiva en el año 2010.

## Obras principales

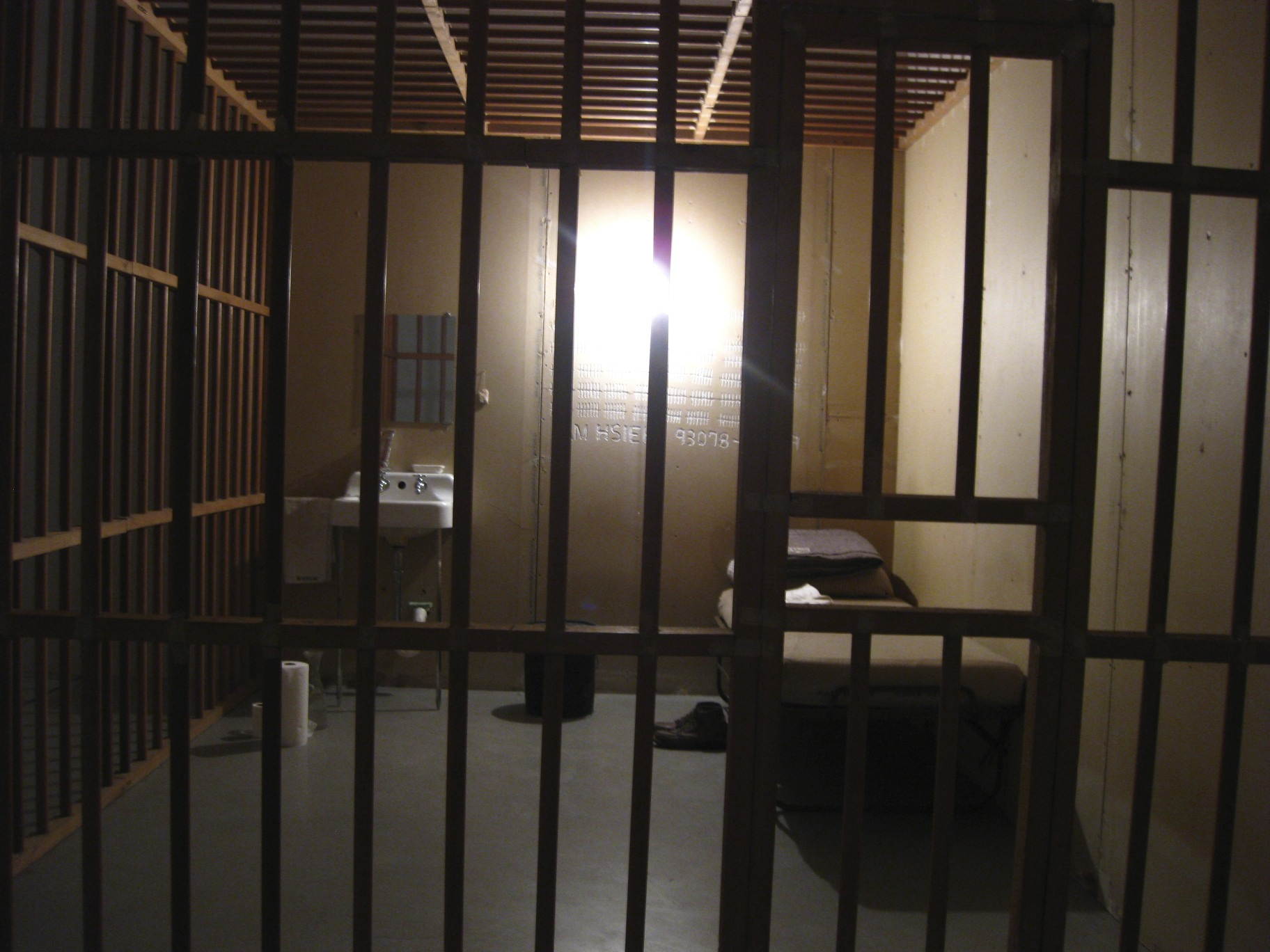
Tehching Hsieh permaneció durante un año completo en esta jaula en su estudio durante la Performance de un año de duración 1978–1979 (Pieza de Jaula).

- Marina Abramović[9] - Ritmo 5, 1974; Luminosidad, 1997, 2010; Desnudo con Esqueleto, 2002, 2005, 2010; La Casa con vista al Océano (2003); Balkan Erotic Épic, 2005.[8][10]
- Marina Abramović  y Ulay[11] - Punto de contacto, 1980; Cruzando Mar de la Noche, 1981; Los Amantes: Caminando en la Gran Muralla China, 1988.[12]
- Vito Acconci - Seedbed, 1972.[13]
- Abel Azcona - La Muerte del Artista, 2018.[14] Los Padres, 2016. Amén o La Pederastia, 2015. Enterrados, 2015. La Ingesta, 2012.
- Chris Burden – Encierro de Cinco días en una taquilla, 1971.
- David Blaine[15] – Testigo (1999), Enterrado Vivo, Congelado en Tiempo, Vértigo, Por encima del abajo, Inundado Vivo.[16]
- Tehching Hsieh – Performance un año de duración. 1978–1979 (Pieza de Jaula); Un Rendimiento de Año 1980–1981 (Pieza de Reloj del Tiempo).[17][18]
- Tehching Hsieh Con Linda Montano – Performance de un año. De 1983 a 1984 (Pieza de Cuerda).
- Bruce Nauman – Estampando en el Estudio, 1968; Rotativo Al revés, 1969.[19][20]
- Bryan Lewis Saunders – Bajo la influencia, 2001; Mes Sordo, 2011; Mientras la Tortura, 2014; 30 Días Totalmente Ciegos, 2018.[21][22][23][24]
- Carolee Schneeman – Sobrepasando los límites, 1973—1976.
- Zhang Huan – 12 Metros Cuadrados, 1994.[25]